# Saskatchewan Census Division No. 14
Die Census Division No. 14 in der kanadischen Provinz Saskatchewan hat eine Fläche von 33.676,06 km², es leben dort 35.428 Einwohner. 2011 betrug die Einwohnerzahl 37.195. Größter Ort in der Division ist Melfort.

## Gemeinden
City
- Melfort

Towns
- Arborfield
- Carrot River
- Choiceland
- Hudson Bay
- Kelvington
- Naicam
- Nipawin
- Porcupine Plain
- Rose Valley
- Star City
- Tisdale

Ehemalige
- Pontrilas

Villages
- Archerwill
- Aylsham
- Bjorkdale
- Codette
- Fosston
- Love
- Mistatim
- Pleasentdale
- Ridgedale
- Smeaton
- Spalding
- Valparaiso
- Weekes
- White Fox
- Zenon Park

Ressort Village
- Tobin Lake

Hamlets
- Barrier Ford
- Carlea
- Carragana
- Chelan
- Elbow Lake
- Eldersley
- Elk Hill
- Erwood
- Garrick
- Kipabiskau
- Moose Range
- Prairie River
- Shipman
- Sylvania

Ehemalige
- Edenbridge

## Rural Municipalities
- RM Kelvington No. 366
- RM Ponass Lake No. 367
- RM Spalding No. 368
- RM Hudson Bay No. 394
- RM Porcupine No. 395
- RM Barrier Valley No. 397
- RM Pleasantdale No. 398
- RM Bjorkdale No. 426
- RM Tisdale No. 427
- RM Star City No. 428
- RM Arborfield No. 456
- RM Connaught No. 457
- RM Willow Creek No. 458
- RM Moose Range No. 486
- RM Nipawin No. 487
- RM Torch River No. 488

## Indianerreservate
Kinistin Salteaux Nation
Red Earth First Nation
- Carrot River 29A
- Red Earth 29

Shoal Lake First Nation
Yellow Quill First Nation